# Atef Saadi
Pour les articles homonymes, voir Saadi (homonymie).
Atef Saadi (en arabe : عاطف سعدي) est un footballeur algérien né le 28 janvier 1978 à Bordj Bou Arreridj. Il évoluait au poste de défenseur central.

## Biographie
Il évolue en première division algérienne avec son club formateur, le CA Bordj Bou Arreridj, le CR Belouizdad, l'USM Annaba et enfin le MSP Batna.

## Palmarès
USM Annaba
- Championnat d'Algérie D2 (1) :
  - Champion : 2006-07.